# Dataton System 3000

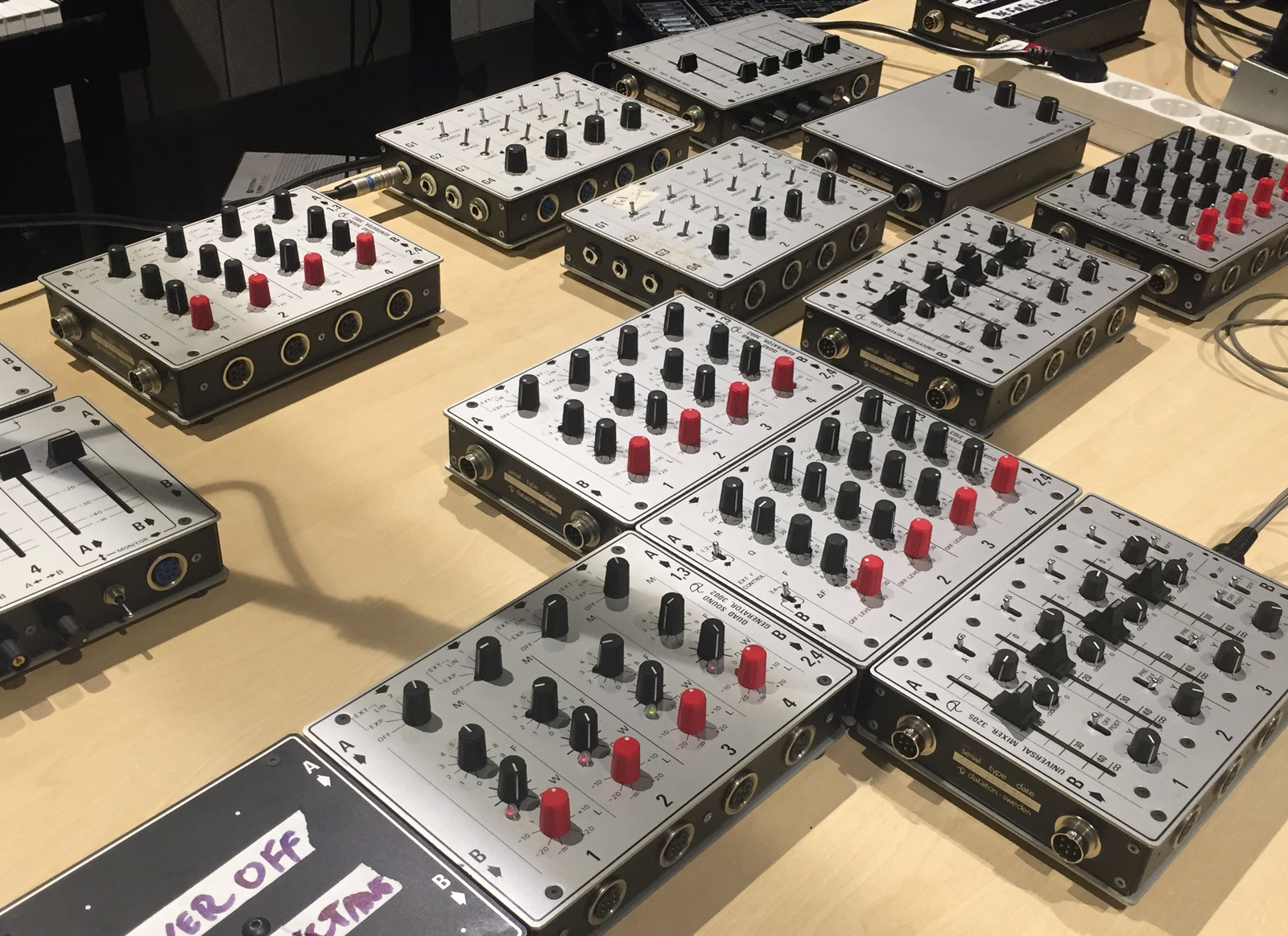
Dataton System 3000.

Dataton System 3000 är en modulär synthesizer tillverkad av företaget Dataton AB i Linköping under 1970-talet. Systemet utformades av Björn Sandlund, som tidigare hade varit tekniker vid Elektronmusikstudion. Det var tänkt att användas främst för utbildningssyfte. Den statliga Elektronmusikutredningen rekommenderade att systemet skulle köpas in till samtliga svenska musikhögskolor som en del i att stärka utbildningen inom "elektronmusik". Detta blev dock aldrig verklighet och företaget Dataton bytte senare affärsmodell.
Tonsättaren Leo Nilsson samarbetade med Dataton och hans grupp Pax Art Ensemble använde System 3000.

## Uppbyggnad
Modulerna är av storleken 190×135×35 mm och har in och utgångar på sidorna utformade så att de kopplas samman utan sladdar. Mer komplicerade kopplingar kan åstadkommas med hjälp av patchkablar. Fyra ljudkanaler löper lodrätt och mixas sedan ner till två stereokanaler som löper vågrätt.
Några av de moduler som fanns att tillgå var:
- Förstärkare 3001
- Tongeneratorbank 3002
- Brusgenerator 3004
- Filterbank 3103
- Enveloppformare 3104
- Ringmodulator 3105
- Sub-mixer 3202
- Universalmixer 3205
- Programverk 3301
- Nätaggregat 3320